# Leopoldo Vázquez
Juan Leopoldo Vázquez (L'Avana, 15 febbraio 1971) è un ex cestista cubano.

## Carriera
Con Cuba ha disputato i Campionati mondiali del 1994 e due edizioni dei Campionati americani (1995, 1997).